# Jean Desbouvrie
Vous lisez un « bon article » labellisé en 2010.
Jean Desbouvrie, né le 20 octobre 1841 à Roubaix, dans le (Nord), et mort le 25 décembre 1920 dans la même ville, est un dresseur d'oiseaux amateur et inventeur français.
Il pensait pouvoir utiliser les hirondelles à des fins de communication militaire. À la fin du XIXe siècle, Desbouvrie parvint à convaincre le gouvernement français de lui confier des études de faisabilité sur l'utilisation militaire d'hirondelles comme messagères. Il est surnommé L'hirondelliste militaire par la presse.
Ses premières expériences montrent que les hirondelles disposent d'une capacité à retrouver leur nid et que, quand elles le font, elles battent de vitesse les pigeons voyageurs. Desbouvrie réussit à contrarier le comportement migrateur naturel de ses oiseaux. Cependant, après avoir obtenu le soutien du gouvernement, Desbouvrie néglige ses recherches, qu'il n'a jamais menées à bien dans le cadre d'une expérimentation rigoureuse.
Outre ses expériences sur les oiseaux, Desbouvrie travaille sur l'alcoolisme. Il soumet à l'Académie nationale de médecine de Paris, un mémoire sur l'alcoolisme chronique. L'académie a publié son mémoire, qui présente l'alcoolisme chronique comme un problème majeur de santé publique et apporte une solution contre la gueule de bois. La théorie avancée par Desbouvrie est qu'en consommant de la nourriture comportant une quantité appropriée d'albumine et de graisse, il est possible de se protéger contre les effets négatifs de l'alcool.

## Biographie

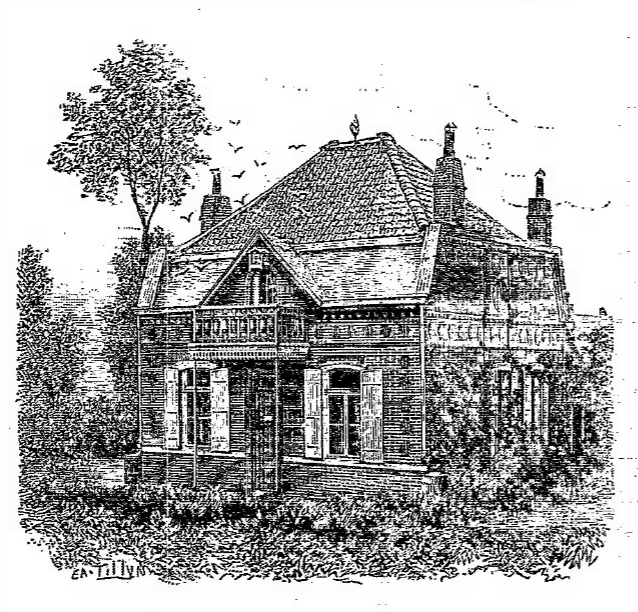
Hirondellier de Jean Desbouvrie sur le quai de la Vigne, au bord du Canal de Roubaix (actuel quai de Rouen).

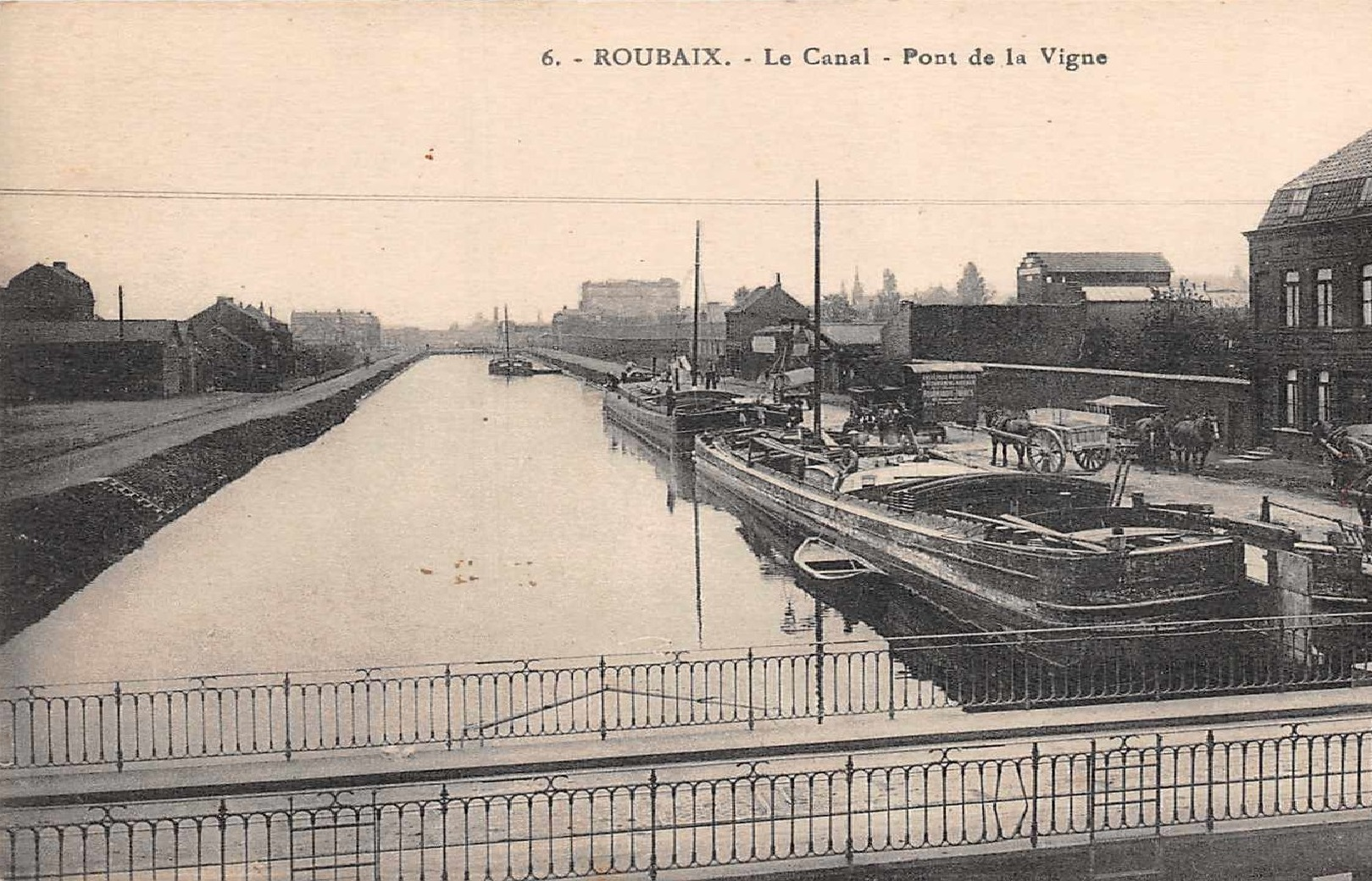
Le pont de la Vigne et le quai de Rouen sur la gauche (L'hirondellier de Jean Desbouvrie apparait à gauche).

Jean Desbouvrie, né Jean Baptiste Joseph Desbouvrie, est le fils d'Honoré Joseph Desbouvrie (1798-1856), teinturier et de Colette Joseph Lecomte (1797-1872), journalière, tous deux originaires de Mouscron en Belgique. Jean Desbouvrie a trois frères, Henri Joseph (1828-1865), Henri Martial (1830-1856), Marcellin (1833-1848) et deux sœurs, Élise (1836-1917) et Stéphanie Adèle (1838-1840). Il est appelé généralement Jean Desbouvrie bien que l'on trouve parfois Jean-Baptiste Desbouvrie ou Desbouvries. Jean Desbouvrie se marie avec Léonie Marie Julienne Coteignie (1846-1913) le 27 avril 1865 à Roubaix, avec laquelle il aura quatre enfants, Jeanne Blanche (1866-1867), Marie Léonie (1867-1868), Jean Hector (1868-1950) et Marie (1870-1952).
Au cours de ses tournées de travail de Roubaix à Tourcoing pour le compte de son père, alors qu'il a 11 ans, il profite de ses livraisons pour capturer des hirondelles en volant des nids le long de son chemin. Il montre un intérêt grandissant pour les oiseaux et se persuade que, contrairement aux croyances populaires, on peut dresser les hirondelles. Il parvient finalement à dresser une douzaine d'hirondelles, qui le suivent, lui tournent autour et se posent sur ses épaules en pleine rue. Il a non seulement pu les apprivoiser, mais aussi les élever, les faire tenir dans leur cage, entrer et sortir comme des pigeons et, ce qui est plus extraordinaire, les acclimater. « Si l'hirondelle nous quitte à la fin de l'été » dit-il, « c'est moins par peur du froid que par manque de nourriture. »
Il commence à une date inconnue l'élevage d'hirondelles à usage commercial et débute en 1888, ses expériences sur ces dernières dans un hirondellier qu'il a construit à l'étage de sa maison située sur le quai de la Vigne (nommé quai de Rouen courant 1891), à côté du pont de la Vigne dit pont Salembier, sur le bord du canal de Roubaix qui relie l'Escaut à la Deûle, dans le hameau dit de la Grande Vigne, limitrophe de Wattrelos,,.
Outre sa passion des hirondelles, il travaille sur les effets néfastes de l'alcool et la même année, en 1888, il expérimente une recette pour combattre l'alcoolisme.
Jean Desbouvrie se lance en 1889, dans des démonstrations public de vol d'hirondelles dans le Nord de la France puis lors de l'Exposition universelle de Paris.
En 1890, son habitation devient un estaminet qu'il nomme A l'hirondellier militaire (appelé aussi Villa de Desbouvrie) et y organise des concours de poésie comme lors du 20 juillet 1890, où un concours est donné sur le thème de l'Armée Aérienne avec les participations d'Alexandre Desrousseaux en président d'honneur et de Gustave Nadaud en tant que membre du jury et dont les participants viennent de toute la France.
Le 1er janvier 1891, est publié dans le Journal de Roubaix une lettre ouverte de Charles Sibillot, rédacteur en chef du journal La France aérienne, qui critique les travaux de Desbouvrie et démontre l'inutilité des hirondelliers militaires. Deux jours plus tard, le 3 janvier 1891, Jean Desbouvrie, anéanti par l'article et qui est ivre, se dispute avec sa femme ; cette dernière est grièvement brulée par une lampe à pétrole. Sa femme est emmenée à l'hôtel-Dieu à Roubaix où son état semble compromis ; Desbouvrie est incarcéré à la prison de Roubaix,. L'état de santé de sa femme s'améliore, mais Desbouvrie passe deux mois à la prison de Lille puis le 23 février, le parquet rend une ordonnance de non lieu en sa faveur. Le couple semble s'être séparé car Jean Desbouvrie habite seul avec sa fille Marie après l'incident.
En 1896, il semble continuer ses travaux sur les hirondelles puisqu'il envoie une communication au sujet de son travail au ministère de la guerre, à la commission d'examens des inventions intéressant les armées de terre siégeant à l’hôtel des Invalides.
Son hirondellier qui devient un estaminet, appelé A l'ancien hirondellier, est déplacé de 50 mètres le long du canal de Roubaix, dans le Bas quartier, proche du cimetière de Roubaix. En 1911, il est débobineur et habite au 64 rue de la Chapelle Carette à Roubaix et sa femme est peigneuse et habite au 6 rue de Jemmapes à Roubaix. L’estaminet est démoli en 1933 pour l’agrandissement du cimetière vers la rue du Cartigny.

## Recherches sur les hirondelles

### Remplacer les pigeons par les hirondelles
Dans le Nord de la France et en Belgique, le passe-temps des ouvriers pendant leurs moments de loisirs est de s'occuper de l'élevage et du dressage des pigeons voyageurs. Des sociétés, qui ont de nombreux adhérents, sont constituées dans le but d'organiser des concours à longue distance pour les pigeons. Souvent les prix affectés aux gagnants sont fort importants. La colombophile est en expansion depuis ces dernières années. En 1849 est créée la première association colombophilie de Roubaix, Le cercle Union. Lors de la Guerre franco-allemande de 1870, des pigeons voyageurs ont été utilisés par les français pour communiquer à l'insu de l'occupant prussien. Le préfet français du département du Nord, Achille Testelin décide d’envoyer à Paris, avant que les lignes de chemin de fer ne soient coupées, des pigeons qui pourraient rapporter des nouvelles de la capitale. 1 500 pigeons sont réunis à Roubaix et Tourcoing, accompagnés de deux colombophiles, Julien François de Tourcoing et Louis Leman de Roubaix. Jean Desbouvrie qui a connu ce conflit pense que l'on obtiendrait des résultats plus satisfaisants encore si l'on pouvait remplacer les pigeons par les hirondelles, dont le vol est beaucoup plus rapide.

### Élevage et entraînement des hirondelles

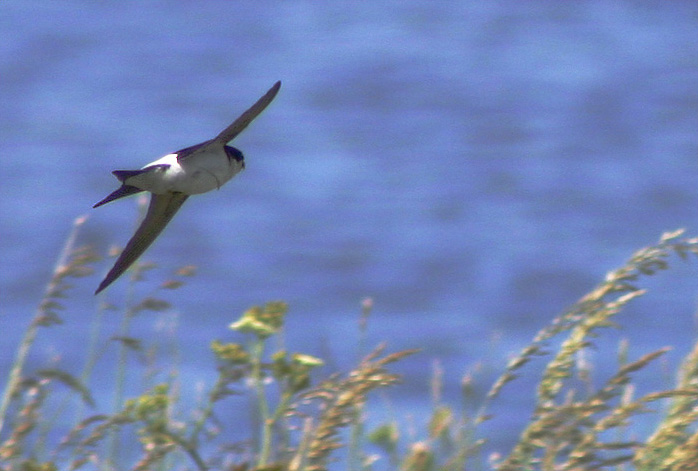
Une hirondelle de fenêtre en vol.

Jean Desbouvrie utilise son estaminet pour pratiquer l'élevage d'hirondelle et y faire des démonstrations. Il fabrique un hirondellier qui occupe l'étage supérieur.
Il y a deux chambres, l'une est transformée en une grande cage, l'autre adjacente s'ouvre sur un balcon et fait office d'antichambre. Albert de Rochas d'Aiglun relate les expériences de Desbouvrie dans la revue des sciences Cosmos en 1891 et ce dernier précise qu'il a une préférence pour les Hirondelles à gorge rousse.
La cage contient vingt jeunes oiseaux, douze d'entre eux sont autorisés à entrer et à sortir à loisir, les huit autres sont maintenus en captivité et vendus à des amateurs. Les hirondelles sont facilement identifiables, ont un peu de soie colorée sur les pattes et l’âge et la qualité de chaque oiseau sont enregistrés. Par exemple, une pièce de soie rouge indique une hirondelle parfaitement entraînée, tandis qu'une pièce bleue en désigne une dont l'entraînement n'est pas encore terminé. Quatre des petits prisonniers, les plus âgés pas plus de vingt jours, ont été relâchés.
La revue The Zoologist : a monthly journal of natural history cite Desbouvrie :  « Donnez-lui un abri exposé au sud et une nourriture qu’elle pourra manger, elle restera avec nous tout au long de l’hiver comme de l’été. En effet quand la belle saison est finie, l'air cesse d'être rempli d'insectes et l'hirondelle migre pour échapper à la famine. »
Il explique qu'un jour, il a ouvert la cage et les oiseaux se sont soulevés dans les airs, ont fait plusieurs fois le tour de la maison, puis se sont dirigés vers la campagne, disparaissant à l'horizon. Vingt-cinq minutes après il a vu le retour du plus jeune qui s'est perché sur le balcon et les trois autres ne sont pas revenus avant une heure. Ils sont tous ensuite entrés dans la salle des cages, quand il leur a donné de la nourriture.
Un rapport de 1889 décrit l'entraînement des hirondelles : « Quatre de ses petits prisonniers, dont le plus vieux n'avait pas 20 jours, ont été lâchés. Il pleuvait à verse à ce moment, circonstances peu favorables à l'essai. Les oiseaux se sont élevés dans les airs, ont effectué plusieurs tours dans le ciel autour de la maison, avant de disparaître dans la campagne. 25 minutes plus tard, le plus jeune rentrait et se perchait sur le balcon ; les trois autres ne revinrent pas avant une heure. Ils sont tous rentrés dans la pièce qui leur servait de cage quand Desbouvrie leur a donné un peu de nourriture, directement dans sa main,. »

### Application potentielle de l'entraînement des hirondelles
Les pigeons voyageurs ont été un facteur de communication significatif durant la guerre Franco-Prussienne de 1870. The American Magazine en 1892, en présentant les essais de Desbouvrie, précise à quel point les pigeons voyageurs étaient utiles lors de cette guerre : À plusieurs reprises, en effet, les habitants des villes assiégées regardaient le succès du vol des pigeons comme le seul espoir, capable de faire la différence entre la mort et la famine,.
À la fin du XIXe siècle, la Russie a entraîné des faucons militaires pour porter des messages ou chasser les pigeons messagers. Une hirondelle entraînée aurait pu présenter de nombreux avantages par rapport aux pigeons : ces oiseaux volent plus haut et plus vite, sont plus difficiles à atteindre pour un chasseur ou un oiseau de proie. Les hirondelles sont aussi capables de se nourrir en vol.

### Premières démonstrations publiques
Il fait plusieurs démonstration du travail de ses hirondelles à Lille sur la place de la république puis à Libercourt, Douai, Arras puis Amiens.
De nombreux pigeonniers ont été installés  et un décret du 24 septembre 1888, émis par Sadi Carnot, président de la république, les a placé sous la direction du Génie militaire. L'attrait pour la colombophilie et les besoins de l'armée française dans ce domaine pousse Jean Desbouvrie à persévérer dans ce domaine.

### Intérêt du gouvernement pour ses travaux

Plan d'un hirondellier militaire par Albert Tissandier - Paris 1889.

Le Ministère de la Guerre dirigé par Charles de Freycinet qui a eu connaissance de dépêches parlant du travail de Desbouvrie demande à Robert Degouy, capitaine de génie, de mener une enquête sur le travail de Desbouvrie et de voir dans quelle mesure ces hirondelles entraînées peuvent être utiles à l'armée en tant que messagers en temps de guerre. Robert Dugouy rend visite à ce dernier à Roubaix qui espère faire construire aux frais de l'État le premier hirondellier du monde au Fort du Mont Valérien.
Desbouvrie n'a pas encore été en mesure de tester leur efficacité, en raison du fait que les oiseaux actuellement en possession de Desbouvrie sont trop jeunes et nécessitent une formation supplémentaire avant de pouvoir être expérimentés équitablement. Il est alors convenu d'un grand lâcher d'hirondelle d'ici un mois, devant l'envoyé du ministre des la guerre qui fera un rapport. Jean Desbouvrie tente alors de transformer sa passion en métier sur deux plans, réussir à intéresser le gouvernement pour en obtenir une rente, et tirer profit de la vente des hirondelles non dressées.
Desbouvrie participe à l'Exposition universelle de Paris de 1889, le 7 septembre où une expérience rapporte une distance de 150 km en 75 minutes. Un article d'Adrien Marx paru dans le Figaro du 9 septembre 1889, souligne les différents travaux sur ces expériences et sur les retours de plusieurs journaux sportif qui préconisaient l'utilisation d'hirondelles comme estafette militaire. Jean Desbouvrie ainsi que Gaspard de Cherville citent des exemples de domestication et de dressage qui ne laissent aucun doute sur les assertions des naturalistes. Cet article met en avant l'avantage de l'utilisation des hirondelles par rapport aux pigeons. Adrien Marx indique qu'il est criminel de retarder la construction d'hirondellier militaire. Il souligne aussi l'hésitation du ministère de la guerre sur ce sujet.
Il fait une deuxième démonstration le 15 septembre, devant le palais de la Guerre situé à l'Esplanade des Invalides, avec une hirondelle sauvage qui avait son nid dans une ferme près de Roubaix, a été capturée et emmenée dans une cage à Paris, où elle a été relâchée. Elle est revenue à son nid en moins de 90 minutes, après avoir parcouru 258 km, soit plus de deux milles à la minute. Jean Desbouvrie est certain qu'une vitesse beaucoup plus grande sera obtenue avec des oiseaux dressés. Si le gouvernement accepte son idée, ce dont il est convaincu, il propose de construire deux hirondeliers sur les hauteurs de Montmartre et une autre sur le mont Valérien. Celui de la côte Montmartre devait être construit en premier si les résultats étaient confirmés par le capitaine Degouy.
La supériorité des hirondelles sur les pigeons en tant que porteurs, à la fois en ce qui concerne la rapidité de leurs voyages et la difficulté de les tirer, est évidente mais ils doivent encore être jugés à grande échelle avant qu'un verdict puisse être prononcé. Néanmoins, les résultats déjà obtenus sont remarquables et la perspective du messager des zéphyrs, comme l'appelle un vieux poète le petit oiseau sacré, mise au service militaire, est une autre preuve de l'utilitarisme de l'époque.
Édouard Charton s’intéresse à son histoire et est publié dans le magazine Le Magasin pittoresque, un article ou se trouve un dessin de sa maison d'après une photographie de Samuel Elkan, de la Maison Elkan de Roubaix.
Dans une série de dessins faits par Albert Tissandier sortie sous le titre Vol en montgolfière et conception d'avions en Europe on y trouve un plan d'hirondellier dessiné à Paris le 25 juillet 1889.
Jean Desbouvrie se rend compte que si l'on peut contrarier le comportement migrateur des hirondelles et les garder près de soi en hiver, les contraintes de l'hiver ne permettent pas d'utiliser les hirondelles d'un point de vue militaire. Il tente maladroitement de prolonger les études, mais des échecs finiraient par le faire sombrer peu à peu dans l'alcoolisme.

### Études de ses travaux
Dans le livre Bird Navigation, de Geoffrey Vernon Townsend Matthews, ornithologue anglais et spécialiste de la biologie de la conservation et édité par l'Université de Cambridge en 1955, Percy Wragg Brian relate que Desbouvrie semble avoir soudainement fait un blocage, prétendant d'abord que les oiseaux étaient trop jeunes et avaient besoin de plus d'entraînement, puis garantissant pouvoir les faire se reproduire en captivité mais continuant malgré cela à s'approvisionner exclusivement dans des nids sauvages selon Zoologist: A Monthly Journal of Natural History. Toujours dans le livre Bird Navigation, il est décrit les tentatives de dressage réalisées sur d'autres espèces que les pigeons. Ce livre mentionne Desbouvrie comme un pionnier dans cette expérimentation, et cite également quelques passages de Pline l'Ancien décrivant « Caecina of Volterra » (ou « Caecina Paetus ») lâchant des hirondelles peintes pour annoncer le résultat d'une course de chevaux.
Un article du Globe du 22 août 1889 paru dans le Zoologist: A Monthly Journal of Natural History, considère favorablement les essais de Desbouvrie tout en notant que des tests supplémentaires devaient être menés et  précise que ce dernier n'avait pas confiance dans le succès de cette expérience.
Un article du The Globe and Mail parait dans le Orleans County Monitor du 6 avril 1891 sur ses expériences passées. Après cet article, la presse ne mentionne plus d'expériences et travaux sur les hirondelles.
Albert de Rochas d'Aiglun, auteur d'études historiques sur les sciences militaires, écrira un article sur Desbouvrie dans le magazine Cosmos en 1891.
Le magazine The American Magazine paru en 1892, a relancé le projet avec cette critique : « Engager des hirondelles dans une guerre est une très belle idée, d'autant plus qu'à l'avenir, les guerres européennes auront toutes lieu par un « temps d'hirondelle », quand un vent chaud souffle du sud ensoleillé. » (« The idea of engaging swallows in war is a pretty one, as, in future, all European wars will have to be conducted in « swallow time » — when the warm winds blow from the sunny south. »).

### Rejet de ses travaux par la communauté colombophile
Le 1er janvier 1890, le Journal de Roubaix, publie une lettre de Charles Sibillot, rédacteur en chef du journal La France aérienne qui fait une critique sévère du travail de Jean Desbouvrie. Il précise que la presse colombophile française, belge, anglaise et italienne rejettent les articles farfelus du Figaro au sujet des travaux de ce dernier. Il s'insurge contre ceux qui pensent que les pigeons messagers seront remplacés par les hirondelles dont le service permanent est impossible et contraire aux lois les plus élémentaires établies notamment par Charles Darwin. Il accuse le Figaro d'être colombophobe et de faire de la publicité excessive aux expériences de Desbouvrie au moment où Charles Sibillot se prépare à créer la Fédération des sociétés colombophiles française. Il précise, qu'il a mené une campagne contre l'idée attribuée à Desbouvrie, que les hirondelles supplanteraient les pigeons messagers. Il ajoute qu’Émile Weerts, le président de la fédération roubaisienne de colombophilie a appuyé son désir de prouver l'inutilité des hirondelliers militaires. Jean Desbouvrie sera aussi découragé de voir ses découvertes méconnues et accusera Joseph de Miribel, Jean-Baptiste Billot et Victor Février de jalousie envers son ingénieux travail.

### Conclusion de ses recherches
Il a consacré plus de quarante années à ses oiseaux. Il a maintenu un registre tout au long de sa vie, enregistrant l'âge et la santé de chaque oiseau. Les oiseaux non dressés étaient vendus comme oiseau de compagnie. Un défi majeur a été de surmonter le comportement naturel des oiseaux migrateurs. Il pensait que les oiseaux migraient vers le sud en raison d'une raréfaction des insectes. Desbouvrie n'a jamais révélé avec quoi il nourrissait ses oiseaux en hiver, invoquant le secret professionnel, cependant des études ultérieures ont montré qu'il suffisait d'interrompre la première migration des nouveau-nés pour les empêcher de savoir où aller les années suivantes, et donc bloquer l'instinct migratoire.

## Recherches sur l'alcoolisme

### Travaux sur les effets néfastes de l'alcool

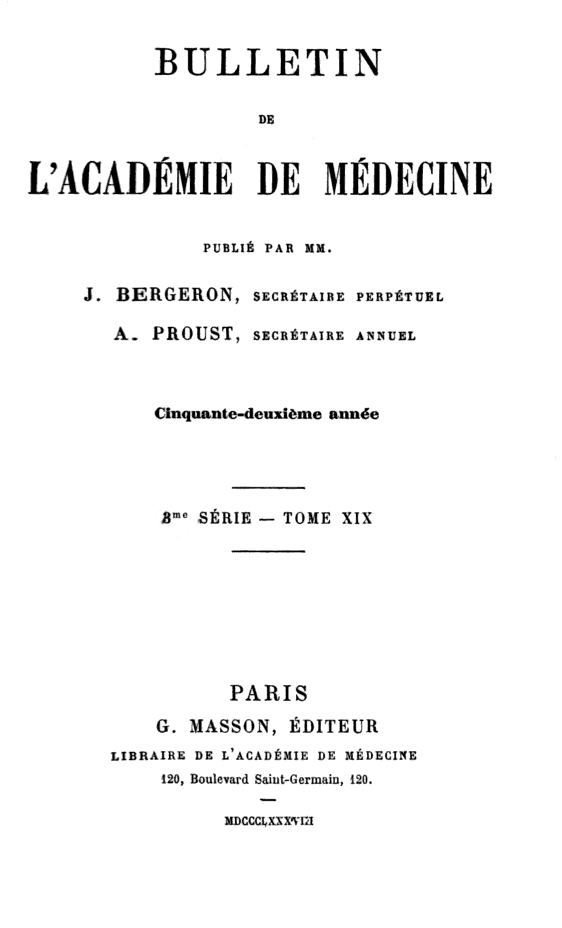
Couverture du bulletin médical dans lequel a été publié la première fois le remède préventif contre la gueule de bois.

Outre sa passion pour les hirondelles, Jean Desbouvrie travaille sur les effets néfastes de l'alcool. Il invente dans le but de combattre l'alcoolisme, une recette permettant de lutter contre ses effets. D'après lui, une absorption dans des proportions appropriées d'albumine et de graisse une heure avant de boire de l'alcool permettait de lutter contre ses effets. À cette fin, il dépose le 11 février 1888, la marque Chocolat Albumino-Gélatineux au greffe du tribunal de commerce de Roubaix.
Il soumet à l'Académie nationale de médecine de Paris, un mémoire sur l'alcoolisme chronique et une boite de chocolat (en assurant qu'il avait expérimenté la prescription sur lui-même). Son travail fait l'objet d'un rapport d'Étienne Lancereaux, médecin français et président de l'Académie nationale de médecine. Dans ce mémoire, Desbouvrie préconise de supprimer des alcools, toutes substances dangereuses et d’empêcher les débitants de délivrer de l'alcool à forte dose.

### Présentation à l'Académie de médecine
En 1888, le bulletin de l'Académie de médecine publie un article sur un mémoire de Desbouvrie et demande des vérifications de l'invention qu'il déclare avoir faite. Il considérait l'alcoolisme chronique comme un problème de santé publique, et affirmait le besoin de lutter contre ses effets,. Dans ce mémoire, Desbouvrie réclamait du gouvernement qu'il n'autorise que des alcools « épurés », qu'il fasse diminuer la taille des verres et, en attendant, il affirmait qu'une absorption dans des proportions appropriées d'albumine et de graisse une heure avant de boire de l'alcool permettait de lutter contre ses effets,,. À cette fin, il a inventé le chocolat Desbouvrie, contenant les bonnes proportions de ces ingrédients et a accompagné son mémoire d'une boîte de ces chocolats. Il a assuré aux membres de l'académie avoir testé sur lui-même cette prescription. Dans son livre, Histoire de l’alcoolisme, Jean-Charles Sournia écrit que Lancereaux, qui a enregistré le procès-verbal de la réunion du 19 juin 1888, a exprimé ses doutes sur ce sujet.
En décembre 1890, sous couvert d'Henri Carrette et se présentant comme le propriétaire de la découverte des affinités chimiques des éléments nuisibles contenues dans les boissons alcooliques, il envoie une lettre à Wilhelm Liebknecht pour lui demander de lui fournir des noms de société pour se fournir en produits alimentaires pour ses recherches.

### Conclusion de ses recherches
L'académie félicite Jean Desbouvrie pour ses travaux et lui envoie ses remerciements mais les moyens proposés par ce dernier, ne sont pas faciles à établir et peu certains de la réussite. L'académie ne donne pas suite, notamment pour ce qui concerne la recommandation d'épurer l'alcool.

## Distinctions et honneurs
En 1889, lors du Concours international d'animaux de Basse-cour de Bergues, il reçoit la médaille de vermeil et un diplôme d'honneur pour ses hirondelles de guerre.
Le 14 juillet 1890, à l'Alcazar de Lille, Paul Minsart, directeur de la Choral Nadaud de Roubaix, donne une romance dédiée à Jean Desbouvrie et intitulée les hirondelles de guerre.